# Mali Šentvid
Mali Šentvid (nemško Klein St. Veit) je naselje v Občini Velikovec v Okraju Velikovec na Koroškem v Avstriji.